# Бруно (Кьолн)
Бруно I Велики (на немски: Brun, Bruno, Brun(o) von Sachsen; * май 925, Саксония; † 11 октомври 965, Реймс, Франция) е от 940 до 953 г. канцлер на римско-немската империя и след това през 953 – 965 г. архиепископ на Кьолн и херцог на Лотарингия през 953 – 959 г.

## Живот
Бруно е третият и най-малък син на римско-немския крал на Източнофранкското царство Хайнрих I Птицелов, херцогът на Саксония, и неговата втора съпруга Матилда Вестфалска. Той има трима братя – по-късният император Ото I Велики, Хайнрих I (920 – 955), херцог на Бавария, и сестрите – Герберга и Хадвиг.
На пет години той е избран за духовническата кариера и е предаден на епископ Балдерих от Утрехт. Бруно посещава църковното училище в Утрехт, докато през 939 г. брат му Ото I го взема обратно в кралския двор. Там той завършва образованието си при епископите Ирраел и Ратер от Верона. Бруно е смятан за един от най-образованите мъже на империята по негово време. През 940 г. на 15 години брат му Ото го прави в своя двор канцлер на империята. През 951 г. той става като ерцкаплан също най-висшият дворцов духовник.
През 953 г. Ото I го прави архиепископ на Кьолн и в началото на септември 953 г. му дава Херцогство Лотарингия, което той взел от бунтуващия се негов зет Конрад Червения. Така Бруно тръгва лично на война против Конрад. Бруно е първият немски княз епископ и става вторият по важност в империята под своя брат, към когото той винаги е лоялен.
През 954 г. той е регент на Франция, като опекун на неговия племенник Лотар от Франция, синът на сестра му Герберга. След две години той поема надзора над Хуго Капет, синът на сестра му Хадвиг. По времето на отсъствието на Ото I, Бруно заедно с архиепископ Вилхелм от Майнц е не само регент на империята, а и надзорник на своя племенник Ото II, когото на 26 май 961 г. в Аахен помазва за немски крал.
Бруно умира на 11 октомври 965 г. в Реймс, след като прави опит да съдейства между каращите се негови племенници във Франция. Бруно е погребан по негово желание в основания от него манастир „Св. Панталеон“ в Кьолн. Той е светия и се чества от католиците на деня на смъртта му 11 октомври, а от протестантите един ден по-рано – 10 октомври.